# Ruban jaune
Pour les articles homonymes, voir Ruban jaune (homonymie).
Le Ruban jaune a été créé en 1936 par Henri Desgrange pour honorer les coureurs les plus rapides sur les courses cyclistes dont les distances sont supérieures à 200 km.
Il a retenu le nom de Ruban jaune par analogie avec le Ruban bleu attribué aux navires des traversées de l'Atlantique les plus rapides, la couleur jaune étant celle du journal L'Auto déjà utilisée pour le maillot du leader du Tour de France. 

## Détenteurs successifs
Le Ruban jaune a été décerné neuf fois sur Paris-Tours, deux fois sur Paris-Roubaix et une fois sur Paris-Bruxelles. En 2019, pour la première fois, le Ruban jaune est décerné à l'occasion d'une course par étapes et non pas d'une course d'un jour. Jusqu'alors les performances sur les courses par étapes n'entraient pas en compte pour les médias et suiveurs. Ainsi, la victoire de Pablo Lastras lors de la 18e étape du Tour de France 2003 à 50,18 km/h de moyenne sur 203,5 kilomètres aurait dû lui valoir cet honneur, mais cela n'a pas été le cas.
| Date              | Coureur             | Nationalité | Vitesse moyenne du vainqueur | Course                      | Distance | Temps du vainqueur | Longévité du record        |
| ----------------- | ------------------- | ----------- | ---------------------------- | --------------------------- | -------- | ------------------ | -------------------------- |
| 3 mai 1936        | Gustave Danneels    | Belgique    | 40,629 km/h                  | Paris-Tours                 | 246 km   | 6 h 3 min 17 s     | 2 ans et 5 jours           |
| 8 mai 1938        | Jules Rossi         | Italie      | 42,092 km/h                  | Paris-Tours (2)             | 251 km   | 5 h 57 min 47 s    | 9 ans, 10 mois et 27 jours |
| 4 avril 1948      | Rik Van Steenbergen | Belgique    | 43,612 km/h                  | Paris-Roubaix               | 246 km   | 5 h 38 min 26 s    | 7 ans, 6 mois et 5 jours   |
| 9 octobre 1955    | Jacques Dupont      | France      | 43,666 km/h                  | Paris-Tours (3)             | 253 km   | 5 h 47 min 48 s    | 6 ans, 11 mois et 28 jours |
| 7 octobre 1962    | Jo de Roo           | Pays-Bas    | 44,903 km/h                  | Paris-Tours (4)             | 267 km   | 5 h 57 min 26 s    | 2 ans et 2 jours           |
| 9 octobre 1964    | Peter Post          | Pays-Bas    | 45,129 km/h                  | Paris-Roubaix (2)           | 265 km   | 5 h 52 min 19 s    | 10 ans, 11 mois et 5 jours |
| 14 septembre 1975 | Freddy Maertens     | Belgique    | 46,110 km/h                  | Paris-Bruxelles             | 285 km   | 6 h 11 min 30 s    | 22 ans et 21 jours         |
| 5 octobre 1997    | Andreï Tchmil       | Belgique    | 47,168 km/h,                 | Paris-Tours (5)             | 254 km   | 5 h 23 min 44 s    | 6 ans                      |
| 5 octobre 2003    | Erik Zabel          | Allemagne   | 47,550 km/h                  | Paris-Tours (6)             | 257 km   | 5 h 24 min 55 s    | 7 ans et 5 jours           |
| 10 octobre 2010   | Óscar Freire        | Espagne     | 47,729 km/h                  | Paris-Tours (7)             | 233,5 km | 4 h 52 min 54 s    | 1 an, 11 mois et 27 jours  |
| 7 octobre 2012    | Marco Marcato       | Italie      | 48,629 km/h                  | Paris-Tours (8)             | 235,5 km | 4 h 50 min 34 s    | 3 ans et 4 jours           |
| 11 octobre 2015   | Matteo Trentin      | Italie      | 49,641 km/h                  | Paris-Tours (9)             | 231 km   | 4 h 39 min 12 s    | 3 ans, 10 mois et 1 jour   |
| 11 septembre 2019 | Philippe Gilbert    | Belgique    | 50,628 km/h                  | 17e étape du Tour d'Espagne | 219,6 km | 4 h 20 min 15 s    | 5 ans, 10 mois et 25 jours |